# Прюньер, Анри
Анри Прюньер (фр. Henry Prunières; 24 мая 1886, Париж — 11 апреля 1942, Нантер) — французский музыковед.
Учился композиции и игре на виолончели в Парижской консерватории, в Сорбонне прослушал курс Ромена Роллана по истории музыки, сохранив с ним дружеские и коллегиальные отношения до конца жизни. В 1909—1914 гг. преподавал в Школе высших исследований.
Специалист, прежде всего, по французской музыке XVII века. Опубликовал монографии «Итальянская опера во Франции до Люлли» (фр. L'opéra italien en France avant Lulli; 1913) и «Придворный балет во Франции до Бенсерада и Люлли» (фр. Le ballet de cour en France avant Benserade et Lully; 1914), всю жизнь занимался исследованием творчества самого Люлли. Инициировал издание полного собрания сочинений Люлли в 40 томах и в 1930—1939 гг. подготовил и выпустил первые 10 из них, после чего издание прервала Вторая мировая война. В 1929 г. опубликовал романизированную биографию Люлли (фр. La vie illustre et libertine de Jean-Baptiste Lully).
Основал (1920) журнал La Revue musicale и руководил им до 1939 года. В 1927 г. на конференции в Базеле, посвящённой столетию со дня смерти Бетховена, выступил инициатором создания Международного музыковедческого общества.